# Razzle Dazzle: A Journey into Dance
Razzle Dazzle: A Journey into Dance es un falso documental australiano de 2007 dirigido por Darren Ashton sobre danza competitiva, proyectado por primera vez el 15 de marzo de 2007.

## Sinopsis
El señor Jonathan (Ben Miller) dirige una clase de baile en la que intenta comentar sobre temas sociales. Después de que su equipo sea aceptado en una competencia nacional de baile, debe idear una rutina ganadora y socialmente relevante para vencer a un equipo de baile de élite.

## Reparto seleccionado
- Ben Miller como Mr Jonathan
- Kerry Armstrong como Justine Morgan
- Denise Roberts como Barbara
- Tara Morice como Marianne
- Jane Hall como Miss Elizabeth
- Nadine Garner como Sarah Gunner
- Toni Lamond como Sherri Leonard
- Noeline Brown
- Josephine Barwick
- Barry Crocker
- Damon Gameau
- Scott Irwin
- Steve Le Marquand
- Roy Billing
- Rachel Gordon
- Belinda Stewart-Wilson
- Andrew McFarlane como Trevor Morgan
- Nick Twiney
- Taylor Anthony
- Jazketteers
- Jamie McKenzie

## Taquilla
Razzle Dazzle: A Journey into Dance recaudó 1.640.644 dólares en taquilla en Australia, detrás de las películas de comedia Wild Hogs y Hot Fuzz.